# Pachypidonia
Pachypidonia is een kevergeslacht uit de familie van de boktorren (Cerambycidae). De wetenschappelijke naam van het geslacht werd voor het eerst geldig gepubliceerd in 1935 door Gressitt.

## Soorten
Pachypidonia omvat de volgende soorten:
- Pachypidonia bodemeyeri (Pic, 1934)
- Pachypidonia masakoae Kusakabe, 2009
- Pachypidonia rubrida Hayashi, 1971